# Lisa Lebouc
Pour les articles homonymes, voir Lebouc.
Lisa Lebouc, née le 27 mars 1996, est une kayakiste française.

## Carrière
Aux championnats du monde de descente de canoë-kayak 2023, Lisa Lebouc est médaillée d'or en K1 par équipe avec Mathilde Valdenaire et Lise Vinet.